# Georges Sellier
Pour les articles homonymes, voir Sellier.
Georges Sellier (Georges, Eugène Sellier) est un acteur français, né le 25 février 1893 à Paris 5e et mort le 11 septembre 1988  à Clamart (Hauts-de-Seine).

## Filmographie
- 1938 : Fort Dolorès de René Le Hénaff
- 1941 : L'Âge d'or de Jean de Limur
- 1941 : Le Valet maître de Paul Mesnier : un membre du club des "Patineurs"
- 1942 : Vie privée de Walter Kapps : l'avocat
- 1942 : L'Ange gardien de Jacques de Casembroot : Carpent
- 1942 : Retour de flamme d'Henri Fescourt : l'imprimeur
- 1942 : Les Visiteurs du soir de Marcel Carné
- 1943 : Le ciel est à vous de Jean Grémillon : un membre du conseil d'administration
- 1945 : Dernier Métro de Maurice de Canonge
- 1945 : Jéricho d'Henri Calef
- 1945 : Son dernier rôle de Jean Gourguet
- 1947 : Les Chouans d'Henri Calef
- 1947 : Emile l'Africain de Robert Vernay
- 1949 : La Souricière d'Henri Calef
- 1950 : Le Bagnard de Willy Rozier
- 1950 : L'Étrange Madame X de Jean Grémillon : le général
- 1950 : Fusillé à l'aube d'André Haguet : le colonel autrichien
- 1951 : Identité judiciaire d'Hervé Bromberger
- 1951 : Jocelyn de Jacques de Casembroot
- 1952 : Les amours finissent à l'aube d'Henri Calef : le médecin légiste
- 1952 : La Fugue de monsieur Perle de Roger Richebé
- 1952 : Horizons sans fin de Jean Dréville : le troisième actionnaire
- 1953 : Les Enfants de l'amour de Léonide Moguy : un policier
- 1955 : Mademoiselle de Paris de Walter Kapps : l'avoué
- 1955 : Marguerite de la nuit de Claude Autant-Lara
- 1955 : Marie-Antoinette reine de France de Jean Delannoy
- 1956 : En votre âme et conscience, épisode L'Affaire de Bitremont de Jean Prat et Claude Barma
- 1956 : La mariée est trop belle de Pierre Gaspard-Huit
- 1956 : Le Ballon rouge de Albert Lamorisse - moyen métrage : Le directeur de l'école
- 1957 : Echec au porteur de Gilles Grangier
- 1957 : La Peau de l'ours de Claude Boissol
- 1960 : Le Capitaine Fracasse de Pierre Gaspard-Huit
- 1960 : Le Gigolo de Jacques Daroy
- 1962 : Le Doulos de Jean-Pierre Melville : le barman
- 1969 : L'Armée des ombres de Jean-Pierre Melville : le colonel Jarret du Plessis
- 1970 : Tête d'horloge de Jean-Paul Sassy
- 1975 : Les Grands Détectives de Jean Herman, épisode Rendez-vous dans les ténèbres : James
- 1981 : San-Antonio ne pense qu'à ça de Joël Séria
- 1984 : Urgence de Gilles Béhat

## Théâtre
- 1928 : Crime de Samuel Shipman & John B. Hymer, mise en scène Émile Couvelaine, Théâtre de la Porte-Saint-Martin
- 1946 : Dix Petits Nègres d'Agatha Christie, mise en scène Roland Piétri, Théâtre Antoine
- 1947 : Ruy Blas de Victor Hugo, mise en scène Pierre Dux, Comédie-Française
- 1948 : L'Immaculée de Philippe Hériat, mise en scène Claude Sainval, Théâtre des Célestins
- 1956 : Les Trois messieurs de Bois-Guillaume de Louis Verneuil, mise en scène Christian-Gérard, Théâtre des Célestins
- 1959 : Les Possédés d'Albert Camus d'après Fiodor Dostoïevski, mise en scène Albert Camus, Théâtre Antoine
- 1961 : L'Express-liberté de Lazare Kobrynski, mise en scène de l'auteur, Odéon-Théâtre de France
- 1963 : La Cerisaie d'Anton Tchekhov, mise en scène Jean-Louis Barrault, Odéon-Théâtre de France
- 1964 : Hamlet de William Shakespeare, mise en scène Jean-Louis Barrault, Odéon-Théâtre de France
- 1965 : L'Amérique de Max Brod d'après Franz Kafka, mise en scène Antoine Bourseiller, Odéon-Théâtre de France
- 1968 : Verdict de James Cartier, mise en scène Daniel Crouet, Théâtre Charles de Rochefort